# Will Ryan
William Frank “Will” Ryan, född 21 maj 1949 i Cleveland, Ohio, död 19 november 2021 i Santa Monica, Los Angeles, Kalifornien, var en amerikansk röstskådespelare och sångare. Han gjorde rösterna åt Kanin, Tiger och I-or i Disney Channels långvariga Welcome to Pooh Corner och i många fler Nalle Puh-serier. Han gjorde också rösten åt Petri i långfilmen Landet för längesedan från 1988 och har medverkat i många fler filmer.
Han gav även röst åt seriefiguren Svarte Petter under 1980-talet.